# Mycalesis cooksoni
Mycalesis cooksoni är en fjärilsart som beskrevs av Druce 1905. Mycalesis cooksoni ingår i släktet Mycalesis och familjen praktfjärilar. Inga underarter finns listade i Catalogue of Life.